# Carl Wollert
Carl Adolf Wollert (* 11. März 1877 in Kråksmåla; † 4. April 1953 in Tierp) war ein schwedischer Sportschütze. 
Wollert belegte bei den Olympischen Sommerspielen 1912 im Trap-Einzelwettbewerb den 59. und mit dem schwedischen Team im Mannschaftswettbewerb den 4. Platz.